# Libertas (groupe de pression)
Pour les articles homonymes, voir Libertas.
Libertas est un ancien groupe de pression et parti politique européen souverainiste (ou « eurosceptique ») fondés et dirigés par Declan Ganley en 2008.
Le groupe de pression a fait campagne avec succès pour le « non » lors du référendum irlandais de 2008 sur le traité de Lisbonne, dissous en 2010, tandis que le parti a rassemblé des candidatures aux élections européennes de juin 2009.
Le 11 décembre 2008, au cours d'une conférence de presse à Bruxelles, Declan Ganley a présenté l'organisation Libertas et a annoncé que son mouvement présenterait des candidats aux élections européennes de 2009 dans toute l'Union européenne, sur « la base d'une plateforme pro-européenne pour une restauration de la démocratie, de la responsabilité et de la transparence ».
Il a également reçu le soutien du président de la République tchèque, Vaclav Klaus.
En France, à l'occasion des élections européennes de 2009, le mouvement est dirigé par Philippe de Villiers et Frédéric Nihous. Ils ont d'ailleurs annoncé la constitution de listes communes pour les européennes de juin 2009. Leur campagne est dirigée par Jérôme Rivière ancien député UMP. Il ne faut pas confondre ce mouvement avec « LIBERTAS - Institut européen », un think-tank allemand pro-européen, qui existe depuis 1992 (date d'enregistrement au registre commercial en Allemagne), et qui a commencé en 1976 avec la publication de Libertas - Revue européenne. Plusieurs fois, ce think-tank a déclaré ne pas être en accord avec l'action politique du mouvement du même nom, et qu'il ne souhaitait pas être confondu.

## Création d'un mouvement européen
Le 3 octobre 2008, sur The Late Late Show de la station RTÉ, Declan Ganley confirma ce qu’il avait déjà suggéré à plusieurs reprises, à savoir que Libertas présenterait des candidats aux élections du parlement européen de 2009 (4-7 juin 2009). D’après RTÉ, il affirma que cela dépendrait de l’aptitude du groupe à réunir « les ressources nécessaires et à trouver des candidats à la hauteur ».
Declan Ganley s’est rendu à Bruxelles en septembre 2008 et y a tenu une réunion avec les sympathisants du parlement européen. Les membres du Parlement Européen qui y ont assisté et qui ont montré leur soutien appartenaient au groupe eurosceptique du parlement européen appelé Indépendance/Démocratie.
Le 1er novembre 2008, The Irish Times affirmait que Ganley avait enregistré deux entreprises à l’office des entreprises à Dublin. Les deux entreprises étaient le Libertas Party Ltd et Libertas Foundation Ltd. Le mémorandum de l’association de la première déclare que son objectif principal est de « continuer ses occupations en tant que parti politique européen ». Le mémorandum de l’association de la dernière affirme que son objectif principal est « d’agir en tant que fondation politique européenne pour le parti Libertas ». Les termes « parti politique européen » et « fondation politique européenne » (ou plus formellement, un « parti politique au niveau européen » et « fondation politique au niveau européen ») ont une signification spécifique dans le contexte de l’UE et de tels partis et fondations sont financés et régis par l’Union européenne. Pour obtenir un financement européen, le parti doit avoir atteint un seuil électoral dans au moins 25 % (sept ou plus des 27 actuels) États membres de l’UE.

### Candidature de Libertas pour un financement du parlement européen
Le 27 novembre 2008, The Irish Times déclarait que Ganley avait confirmé que Libertas avait posé sa candidature pour obtenir un financement du parlement européen de 17 millions d’euros afin de promouvoir la « nature européenne des élections européennes ». 
Ganley refusa de citer le nom des représentants élus ayant accepté de soutenir la candidature de Libertas au financement de l’UE. Les partis politiques européens peuvent utiliser cet argent pour financer les « campagnes menées par les partis politiques au niveau européen dans le contexte du parlement européen ». L’argent ne peut pas être utilisé pour le financement de candidats ou de partis nationaux.

### Enregistrement de Libertas à l’UE
Le 5 février 2009, The Irish Times annonçait la décision du Parlement européen d’annuler sa reconnaissance de Libertas comme parti politique. D’après les réglementations de l’UE, Libertas devait réunir les signatures de sept membres de parlements nationaux afin de pouvoir être enregistré et devenir éligible pour recevoir un financement de l’UE d’environ 200 000 euros. Parmi les sept signataires indiqués par Libertas, deux d’entre eux, Igor Gräzin d’Estonie et Mincho Kuminev de Bulgarie, ont nié avoir signé tout document pour le soutien de Libertas.
En réponse aux allégations d’enregistrement frauduleux, Libertas a publié un communiqué proclamant qu’il détenait des documents de soutien signés à la fois par Gräzin et Kuminev et qu’il était « heureux de constater que les autres signataires de Libertas n’aient pas pu être convaincus de souffrir d’amnésie ».

## Libertas et les élections européennes de 2009
Libertas a annoncé son intention d’étendre la représentation de son parti aux 27 pays membres de l’UE. Ainsi le parti Libertas britannique a été inauguré le 10 mars 2009, sous la direction du lieutenant-colonel Robin Matthews (en). Le 14 mars 2009, Ganley annonçait qu’il serait lui-même candidat dans la circonscription de l’Irlande du Nord-Ouest.

### Libertas en France
La campagne française a été lancée par le député Philippe de Villiers président du MPF (Mouvement pour la France), le 11 mars 2009.[42] allié pour les élections avec le parti de Frédéric Nihous, le CPNT (Chasse Pêche Nature et Traditions), à l’occasion d’une conférence de presse en présence de Declan Ganley, venu parrainer ce lancement de campagne. Philippe de Villiers sera la tête de liste Libertas pour la circonscription Ouest ; sa seconde de liste est Sophie Mevel. Frédéric Nihous représentera Libertas dans la région d’où il est originaire, circonscription Nord-Ouest et Eddie Puyjalon sera tête de liste dans la circonscription Sud-Ouest. Le directeur de campagne est Jérôme Rivière, ancien député UMP aussi tête de liste pour la circonscription Île-de-France.

## Compléments